# Sphero
Sphero是由Sphero公司（原來公司名稱為Orbotix）設計的球形機器人。Sphero是外層由聚碳酸酯包覆的圆形物，可以滾動，用智慧手機或是平板電腦操控。Sphero有二個版本（1.0及2.0）。Sphero公司也有生產BB-8機器人玩具，是以2015年電影《STAR WARS：原力覺醒》中的機器人角色為基礎，也有開發名為Ollie的圓柱機器人，以及SPRK，由於其透明設計，可以用在學術研究上的機器人。

## 歷史
Sphero一開始是由Ian Bernstein及Adam Wilson所作的原型，其球殼是用3D列印製造，而電子零件是從智能手机上拆下來的，Sphero在2011年的消費電子展（CES）中展示。在二年後出現了新版的Sphero，是由Orbotix公司所生產的 The next version, Sphero Ollie (originally named Sphero 2B),，在2014年的消費電子展展示，在2014年的9月15日開始販售。
2014年7月時，Sphero團隊參加了华特迪士尼公司針對新創公司的技術加速計劃，團隊成員受邀和迪士尼的CEO羅伯特·艾格進行會議，艾格給他們看2015年要發行的電影《STAR WARS：原力覺醒》中，還沒有人看過的照片，以及BB-8（這部電影出現的機器人角色）的照片，授權以Sphero的技術生產官方的BB-8玩具。迪士尼也對Sphero進行了小幅的投資。BB-8玩具在2015年9月4日問世，配合一個以STAR WARS為主題的特製控制app，也有以擴增實境方式顯示全像訊息的功能。

## 運作
Sphero可以用以IOS、Android或Windows Phone的智能手机或是平板電腦透過藍牙控制，並且用充電座進行無線充電。Sphero中有加速規及陀螺儀，因此針對iOS及Android平台的遊戲，也可以作為游戏控制器。已有許多使用Sphero的应用软件及电子游戏。
使用者可以用名為Sphero Macrolab的应用软件來對Sphero編程，Sphero Macrolab中包括一組預定義的巨集，以及一種以BASIC為基礎的编程语言，稱為编程语言。
Sphero和Ollie以及BB-8有一個不同之處，Sphero本身是完全密封防水，可以在水中運作，而且可以運作很好，在冰凍的水中也有mixed藍牙通訊能力。不過若將BB-8的頭移除，其他部份也是防水的。

## 其他產品

### Sphero Mini
Sphero Mini是Sphero的小型版本，是第一組外殼可以更換的Sphero機器人。外殼有白色、藍色、粉紅色、綠色及橘色。Sphero Mini是Sphero所生產最便宜的機器人，價格美金49元。Sphero Mini是用micro USB充電，和Sphero 2.0不同，因此也沒有防水機能。

## 規格

### 硬體
Sphero的外形是白色球體，重量0.37英磅（170克）。其中的處理器是75 MHz ARM Cortex M4，有二個350 mAh的鋰離子聚合物電池，也有加速計及陀螺儀。藍牙可以用在通訊中，以及電源的無線充電。
在機構上，會將Sphero內部的機構和二輪電動車輛（例如賽格威）比較。

### 軟體及韌體
Sphero的韌體可以用原廠app自動更新也有软件开发工具包（SDK），可以創建和Sphero互動的應用軟體。在其他的設備或是平台中也有非原廠的SDK，例如機器人作業系統。

## 對Sphero的反應
Sphero推出後，受到評論家中等到正面的評價，評論家讚賞其功能以及行進速度，但是批評其高價格以及電池供電量不長（充電三小時後，可以使用一小時）。有一個YouTube評論家提到他在使用Sphero三年後，電池供電時間只少了五分鐘，充飽電後可以使用55分鐘。依照2015年的Wellbots前25名智慧產品評比中，Sphero 2.0名列第三名。

### 銷售
公司沒有提供此玩具的銷售數字，不過在產品上市後表示因為需求量很大，第一批玩具的發貨會往後延。最後預購的商品還是如期出貨。

## 公司
Sphero公司，以前的名稱是Orbotix，是位在丹佛的玩具機器人公司，华特迪士尼公司擁有部份的經營權。
Sphero公司是在2014年Disney Accelerator Program中獲選的公司，從迪士尼公司獲得
了$120,000美元的資本，並且羅伯特·艾格擔任其創業導師。Sphero以其技術，獲得迪士尼公司的許可，製造出實際大小的BB-8。Sphero公司也製造BB-8的玩具版機器人。在2017年的《Cars_3：閃電再起》中，Sphero為迪士尼消費品和互動媒體部份開發了可以用app控制的Lightning McQueen，Sphero公司的下一個商品是多模式互動的蝙蝠俠，在2017年7月15日販售。
Sphero公司在2017年6月將其先進機器人部門獨立成為新公司Misty Robotics。
2018年6月，Sphero收購Specdrums ，
2019年8月，Sphero收購同業LittleBits，
Sphero和LittleBits 合共售出超過 5 億美元的機器人和電子玩具產品，全球接觸到的學生數超過 600 萬，合共擁有超過 140 項在機器人、電子、軟體和 IoT 的專利。

## 外部連結
- Official site